# Bataille de Tolvajärvi
Guerre d'Hiver
Batailles
- Tolvajärvi
- Suomussalmi
- Taipale
- Route de Raatte
- Honkaniemi
- Kollaa
- Salla

La bataille de Tolvajärvi ['tol.va.jær.vi] a opposé le 12 décembre 1939 la Finlande à l'Union soviétique. Ce fut la première victoire importante pour les Finlandais au cours de la Guerre d'Hiver. 

## Prélude
Après que la Guerre d'Hiver eut éclaté, le 30 novembre 1939, les troupes finlandaises au nord du lac Ladoga amorcèrent une retraite déjà planifiée avant la violente contre-attaque qu’on préparait. On ne croyait pas possible que les Soviétiques déployassent un grand nombre de troupes dans cette région hostile et presque dépourvue de routes, mais les Soviétiques déployèrent une division entière qui progressa le long de la route entre Souoïarvi et Tolvajärvi (maintenant Tolvaïarvi, en Russie). L'avance soviétique constituait une grave menace pour les lignes de communication du IVe Corps finlandais. Pour parer à cette menace, le haut commandement finlandais constitua le « Groupe Talvela » sous les ordres du colonel Paavo Talvela. 

## Les forces en présence
- Du côté finlandais, le « Groupe Talvela » composé du 16e régiment d'infanterie (JR 16) commandé par Aaro Pajari, le « Détachement Räsänen » composé de quatre bataillons distincts, l'ERP 9, l'ERP 10, l'ERP 112 et le PPP 7, ainsi que d'un bataillon du 6e régiment d'artillerie.
- Du côté soviétique, la 139e division de fusiliers, commandée par le général Beljajev et composé des 718e, 609e et 364e régiments de carabiniers.

## Plan
Le plan finlandais était de prendre en tenaille la division soviétique sur les lacs gelés de Hirvasjärvi et de Tolvajärvi (Järvi signifie lac en finnois). L'attaque au Nord sur Hirvasjärvi devait commencer à 8h00 et la seconde après que la première aurait donné des résultats. Par la suite on apporta des changements et les deux attaques furent fixées à 8h00.

## La bataille
Le groupe Nord composé de deux bataillons se heurta rapidement à la résistance des Soviétiques. En fait, il rencontra le 718e régiment soviétique  qui se préparait à lancer sa propre offensive contre le flanc finlandais. À midi, les troupes finlandaises se retirèrent sur leurs propres lignes. Bien que cette attaque fut un échec, elle avait empêché le 718e d'attaquer le flanc finlandais, et également d'envoyer des renforts vers le sud. 
Alors que le deuxième bataillon du 16e régiment finlandais d'infanterie  (II/JR 16) se préparait à attaquer le long de la route, il fut interrompu par une attaque du 609e régiment soviétique. Les Finlandais étaient encore capables d'attaquer après avoir reçu un soutien d'artillerie. L'attaque finlandaise continua en direction d'un hôtel situé sur un isthme entre les deux lacs. Pajari décida d'engager ses réserves dans une attaque en tenailles contre les troupes soviétiques autour de l'hôtel. Finalement, l'hôtel fut pris et on y trouva le commandant du régiment soviétique, mort, avec tous les papiers du régiment.
Les Finlandais se retirèrent en arrière sur les lacs pour la nuit. Dans la matinée, le colonel Talvela exigea une nouvelle attaque et la 139e division fut repoussée avant d'être détruite (20-22 décembre) aux environs d'Ägläjärvi (aujourd'hui, Yaglyayarvi, à environ 20 km de Tolvajärvi). Un contact fut également établi avec la 75e division soviétique qui avait été envoyé en renfort. 

## Conséquences
Les pertes finlandaises dépassèrent 100 morts et 250 blessés. On estime les pertes soviétiques à plus de 1 000 morts sans compter de nombreux équipements : les canons de deux batteries d'artillerie, des fusils AT, une vingtaine de chars (des T-26 par exemple) ainsi que 60 mitrailleuses. La bataille fut pour les Finlandais une victoire offensive importante et renforça considérablement le moral de toute l'armée finlandaise.